# Tvärtjärnen (Burträsks socken, Västerbotten)
Tvärtjärnen är en sjö i Skellefteå kommun i Västerbotten och ingår i Skellefteälvens huvudavrinningsområde. Sjön är 11,5 meter djup, har en yta på 0,236 kvadratkilometer och befinner sig 111,5 meter över havet. Sjön avvattnas av vattendraget Brännbäcken.

## Delavrinningsområde
Tvärtjärnen ingår i det delavrinningsområde (717813-172932) som SMHI kallar för Inloppet i Skråmträsket. Medelhöjden är 124 meter över havet och ytan är 18,58 kvadratkilometer. Det finns inga avrinningsområden uppströms utan avrinningsområdet är högsta punkten. Brännbäcken som avvattnar avrinningsområdet har biflödesordning 3, vilket innebär att vattnet flödar genom totalt 3 vattendrag innan det når havet efter 38 kilometer. Avrinningsområdet består mestadels av skog (69 procent) och jordbruk (13 procent). Avrinningsområdet har 0,86 kvadratkilometer vattenytor vilket ger det en sjöprocent på 4,6 procent.